# 도리우치촌
도리우치촌(鳥打村)은 일본 도쿄도 하치조 지청 관내에 설치되었던 촌이다. 현재의 하치조정의 일부에 해당한다.